# Bones Hillman
Wayne Stevens (Auckland, 7 de mayo de 1958 – Milwaukee, 7 de noviembre de 2020), más conocido como Bones Hillman, fue un músico neozelandés, reconocido por su trabajo como bajista de la agrupación Midnight Oil, a la que se unió en 1987 y en la que permaneció hasta su fallecimiento en 2020.

## Biografía
Hillman inició su carrera como bajista en una agrupación de punk rock llamada Masochists, proveniente del suburbio de Avondale. A finales de 1977 se unió al grupo Suburban Reptiles y apareció en su primer sencillo, "Megaton", publicado por el sello Vertigo. Radicado en Australia, se unió a la agrupación Midnight Oil en 1987 en reemplazo del bajista Peter Gifford. Durante su estancia con la banda trabajó en varios proyectos paralelos con músicos como Dave Dobbyn, Anne McCue y Matthew Good.
El músico falleció el 7 de noviembre de 2020 en Milwaukee a los sesenta y dos años luego de una larga batalla contra el cáncer.